# Agrilus diversicolor
Agrilus diversicolor es una especie de insecto del género Agrilus, familia Buprestidae, orden Coleoptera.
Fue descrita científicamente por Wallengren, 1881.